# Salisburygletsjer
De Salisburygletsjer is een gletsjer in de gemeente Qaasuitsup in het uiterste noordwesten van Groenland. Het is een van de vier gletsjers die uitkomen in het Wolstenholme Fjord. De andere drie gletsjers zijn de Chamberlingletsjer, de Knud Rasmussengletsjer en de Harald Moltkegletsjer. Van de vier gletsjers is de Salisburygletsjer de meest westelijke.
De Salisburygletsjer heeft een lengte van meer dan 3 kilometer en een breedte van 450 meter.